# Sven Axbom
Sven Erik Emanuel Axbom (15. oktober 1926 - 8. april 2006) var en svensk fodboldspiller (forsvarer), der vandt sølv med Sveriges landshold ved VM 1958 på hjemmbane. Han spillede samtlige svenskernes seks kampe i turneringen, herunder finalenederlaget på 2-5 til Brasilien. I alt nåede han at spille 31 landskampe.
På klubplan repræsenterede Axbom IFK Norrköping, som han vandt tre svenske mesterskaber med.

## Titler
Allsvenskan
- 1956, 1957 og 1960 med IFK Norrköping